# Oecomys auyantepui
Oecomys auyantepui és una espècie de mamífer rosegador de la família dels cricètids. Viu a altituds de fins a 1.100 msnm al Brasil, la Guaiana Francesa, Guyana, el Surinam i Veneçuela. Es tracta d'un animal arborícola. El seu hàbitat natural són els boscos primaris. És una espècie en risc mínim, és a dir, no sembla que hi hagi cap amenaça significativa per a la seva supervivència.